# Grad Korčula
Grad Korčula är en stad i Kroatien. Den ligger i länet Dubrovnik-Neretvas län, i den södra delen av landet, 300 km söder om huvudstaden Zagreb. Grad Korčula ligger på ön Korčula.
Följande samhällen finns i Grad Korčula:
- Žrnovo